# Ellobiida
Ellobiida (лат.) — отряд морских, солоноватоводных, пресноводных и наземных брюхоногих моллюсков. Известны в ископаемом виде.
Это мелкие и очень мелкие моллюски. Дышат при помощи мантийного лёгкого. Отряд включает три семейства. Представители семейства Trimusculidae встречаются только в морях и представляют собой «морские блюдечки» — улиток с простой раковиной конической формы, не свёрнутой в спираль. Семейство Otinidae включает морские, солоноватоводные и пресноводные виды. Среди них есть безраковинные формы (род Smeagol). В семействе Ellobiidae есть наземные, морские и солоноватоводные улитки. Они имеют характерный способ передвижения, возникающий из-за раздвоенной подошвы. Передняя часть подошвы прилипает к субстрату, а затем задняя часть подтягивается к передней.
Морские формы Ellobiida встречаются во всех океанах от тропических до полярных вод, а пресноводные и сухопутные — на всех материках, кроме Антарктиды.

### Классификация
По данным Molluscabase, на декабрь 2024 года отряд включает 3 семейства:
- Ellobiidae L. Pfeiffer, 1854 (1822)
- Otinidae H. Adams & A. Adams, 1855
- Trimusculidae J. Q. Burch, 1945 (1840)